# Montchanin
Montchanin és un municipi francès, situat al departament de Saona i Loira i a la regió de Borgonya - Franc Comtat. L'any 2007 tenia 5.505 habitants.

## Demografia

### Població
El 2007 la població de fet de Montchanin era de 5.505 persones. Hi havia 2.467 famílies, de les quals 890 eren unipersonals (381 homes vivint sols i 509 dones vivint soles), 722 parelles sense fills, 614 parelles amb fills i 241 famílies monoparentals amb fills.
La població ha evolucionat segons el següent gràfic:
Habitants censats

### Habitatges
El 2007 hi havia 2.695 habitatges, 2.495 eren l'habitatge principal de la família, 45 eren segones residències i 155 estaven desocupats. 1.412 eren cases i 1.190 eren apartaments. Dels 2.495 habitatges principals, 1.054 estaven ocupats pels seus propietaris, 1.400 estaven llogats i ocupats pels llogaters i 41 estaven cedits a títol gratuït; 105 tenien una cambra, 235 en tenien dues, 631 en tenien tres, 745 en tenien quatre i 779 en tenien cinc o més. 1.370 habitatges disposaven pel capbaix d'una plaça de pàrquing. A 1.231 habitatges hi havia un automòbil i a 747 n'hi havia dos o més.

### Piràmide de població
La piràmide de població per edats i sexe el 2009 era:
| Homes | Edats   | Dones |
| ----- | ------- | ----- |
| 0     | 95 o +  | 16    |
| 16    | 90 a 94 | 36    |
| 12    | 85 a 89 | 104   |
| 52    | 80 a 84 | 84    |
| 104   | 75 a 79 | 136   |
| 120   | 70 a 74 | 164   |
| 148   | 65 a 69 | 184   |
| 132   | 60 a 64 | 160   |
| 140   | 55 a 59 | 160   |
| 172   | 50 a 54 | 184   |
| 224   | 45 a 49 | 192   |
| 204   | 40 a 44 | 272   |
| 144   | 35 a 39 | 192   |
| 196   | 30 a 34 | 168   |
| 116   | 25 a 29 | 144   |
| 160   | 20 a 24 | 128   |
| 244   | 15 a 19 | 196   |
| 228   | 10 a 14 | 212   |
| 168   | 5 a 9   | 116   |
| 100   | 0 a 4   | 108   |

## Economia
El 2007 la població en edat de treballar era de 3.364 persones, 2.297 eren actives i 1.067 eren inactives. De les 2.297 persones actives 1.975 estaven ocupades (1.100 homes i 875 dones) i 323 estaven aturades (112 homes i 211 dones). De les 1.067 persones inactives 353 estaven jubilades, 249 estaven estudiant i 465 estaven classificades com a «altres inactius».

### Ingressos
El 2009 a Montchanin hi havia 2.468 unitats fiscals que integraven 5.377,5 persones, la mediana anual d'ingressos fiscals per persona era de 15.362 €.

### Activitats econòmiques
Dels 221 establiments que hi havia el 2007, 5 eren d'empreses extractives, 9 d'empreses alimentàries, 1 d'una empresa de fabricació de material elèctric, 19 d'empreses de fabricació d'altres productes industrials, 34 d'empreses de construcció, 43 d'empreses de comerç i reparació d'automòbils, 8 d'empreses de transport, 19 d'empreses d'hostatgeria i restauració, 10 d'empreses financeres, 5 d'empreses immobiliàries, 18 d'empreses de serveis, 30 d'entitats de l'administració pública i 20 d'empreses classificades com a «altres activitats de serveis».
Dels 67 establiments de servei als particulars que hi havia el 2009, 1 era una gendarmeria, 1 oficina de correu, 5 oficines bancàries, 1 funerària, 5 tallers de reparació d'automòbils i de material agrícola, 1 taller d'inspecció tècnica de vehicles, 1 establiment de lloguer de cotxes, 1 autoescola, 6 paletes, 5 guixaires pintors, 5 fusteries, 7 lampisteries, 4 electricistes, 2 empreses de construcció, 7 perruqueries, 9 restaurants, 1 agència immobiliària i 5 salons de bellesa.
Dels 20 establiments comercials que hi havia el 2009, 1 era un hipermercat, 1 una gran superfície de material de bricolatge, 1 una botiga de més de 120 m², 6 fleques, 2 carnisseries, 3 llibreries, 1 una llibreria, 1 una botiga d'equipament de la llar, 1 una sabateria, 1 una botiga d'electrodomèstics, 1 una perfumeria i 1 una joieria.
L'any 2000 a Montchanin hi havia 5 explotacions agrícoles.

## Equipaments sanitaris i escolars
El 2009 hi havia 2 psiquiàtrics i 3 farmàcies.
El 2009 hi havia 3 escoles maternals i 3 escoles elementals. Montchanin disposava d'un col·legi d'educació secundària amb 451 alumnes.

## Poblacions més properes
El següent diagrama mostra les poblacions més properes.